# Piarere
Piarere est une localité de la région de Waikato dans le centre de l’Île du Nord de la Nouvelle-Zélande.

## Situation
La ville est localisée sur le trajet de la route State Highway 29/S H 29 (en), tout près de sa jonction avec la State Highway 1/S H 1, à proximité de la berge du lac Karapiro. 
La ville la plus proche est celle de Tirau, située à 6 kilomètres vers le sud-est. 
La ville de Matamata est située à 10 kilomètres vers le nord-est, et la ville de Cambridge est à 10 kilomètres vers le nord-ouest.

## Toponymie
La signification du nom du village est incertaine, car piarere peut être traduit à partir du langage Māori de plusieurs façons, mais il peut s’agir tout simplement du nom d’une personne .